# Hologic
Hologic ist ein US-amerikanischer Medizintechnikhersteller mit Hauptsitz in Marlborough im Bundesstaat Massachusetts. Das Unternehmen hat sich vornehmlich auf Produkte für die Gesundheits- und Schönheitsmedizin bei Frauen spezialisiert. Hierzu gehören Geräte zur Durchführung von Biopsien und Mammographien, gynäkologische Instrumente und Laser-Geräte für die Schönheitschirurgie.
Im Jahr 2013 übernahm der aktivistische Investor Carl Icahn 12,63 % der Anteile an Hologic.